# Kårsta landskommun
Kårsta landskommun var en tidigare kommun i Stockholms län.

## Administrativ historik
Den inrättades i Kårsta socken  i Långhundra härad i Uppland när 1862 års kommunalförordningar trädde i kraft.
Kårsta var egen kommun fram till kommunreformen 1952, då den gick upp i Össeby landskommun, och ingår sedan 1971 i Vallentuna kommun.

## Politik

### Mandatfördelning i valen 1938-1946
| 7 | 8 |

| 15 |

| 7 | 8 |

| 15 |

| 7 | 8 |

| 15 |